# اوریکون
اوریکون (به انگلیسی: .Oricon Inc، به ژاپنی: 株式会社オリコン؛ Kabushiki-gaisha Orikon) یک شرکت هلدینگ در رأس یک گروه شرکتی ژاپنی است که در سال ۱۹۹۹ تأسیس شد. این شرکت آمارها و اطلاعات مربوط به موسیقی و صنعت موسیقی ژاپن و غرب را فراهم می‌آورد.